# Goedemorgen, middernacht
Goedemorgen, middernacht is een modernistische roman uit 1939 van auteur Jean Rhys. Het wordt vaak beschouwd als een voortzetting van de drie eerdere romans van Rhys, namelijk Quartet (1928), After Leaving Mr. Mackenzie (1931) en Voyage in the Dark (1934). De roman is experimenteel van opzet en gaat over de gevoelens van kwetsbaarheid, depressie, wanhoop en eenzaamheid van een vrouw tijdens de jaren tussen de twee wereldoorlogen. In de roman maakt Rhys ook gebruik van het concept van de flaneur. Net als een flaneur, zwerft haar hoofdpersonage namelijk doelloos over straat, waarbij ze haar omgeving in zich opneemt.
Het boek verkocht aanvankelijk slecht. Critici vonden het goed geschreven, maar vonden het te deprimerend. Na de publicatie leefde Rhys tien jaar in de vergetelheid. Pas toen het door Selma Vaz Dias werd aangepast tot een hoorspel, dat door de BBC in 1957 voor het eerst werd uitgezonden, werd Rhys weer herondekt.

## Titelverklaring
De titel van de roman is afgeleid van een gedicht van de Amerikaanse dichter Emily Dickinson. Deze is tevens als epigraaf is opgenomen voordat de tekst van Rhys begint: 
Good morning, Midnight!

I'm coming home,

Day got tired of me –

How could I of him?

Sunshine was a sweet place,

I liked to stay –

But Morn didn't want me – now –

So good night, Day!
Het gedicht gaat over een verlangen naar verandering. Andere thema's zijn isolatie en verlies, thema's die overeenkomen met die van de roman.

## Introductie van het plot
Sasha Jansen, een Engelse vrouw van middelbare leeftijd, is na een lange afwezigheid teruggekeerd naar Parijs. In de stad verblijft ze in een hotel. Ze kan de reis alleen maken dankzij wat geld dat haar door een vriendin is geleend. Ze is financieel onstabiel en wordt achtervolgd door haar verleden, waaronder een ongelukkig huwelijk en de dood van haar kind. Ze heeft moeite om voor zichzelf te zorgen. Zo drinkt ze veel, slikt slaappillen en is geobsedeerd door haar uiterlijk. Ze zwerft door de stad waarmee ze zich verbonden voelt, ondanks de grote pijn die het haar heeft gebracht. Tijdens haar verblijf ontmoet ze verschillende mensen. Zo trekt zo op met een Italiaanse kunstenaar en groep Russen en een gigolo genaamd René.

## Ontvangst en heropleving van populariteit
Hoewel vroege critici opmerkten dat Good Morning, Midnight goed geschreven was, schrok de deprimerende verhaallijn ze uiteindelijk af. 
Rhys was uit de publieke opinie verdwenen en in de vergetelheid geraakt kort nadat Good Morning, Midnight in 1939 was gepubliceerd. Velen geloofden zelfs dat ze dood was als gevolg van het schijnbare einde van haar literaire carrière.  Toen Selma Vaz Dias de roman in 1949 aanpaste voor theatrale presentatie, moest haar man advertenties plaatsen in de New Statesman and the Nation om Rhys te vinden om haar toestemming te krijgen, die ze enthousiast gaf. Rhys schreef Dias toe dat ze haar literaire neigingen opnieuw had aangewakkerd, en verklaarde in november van datzelfde jaar dat Dias "het verdoofde, hopeloze gevoel had opgeheven dat me zo lang tegenhield om te schrijven".  In 1957 werd Dias' bewerking van Good Morning, Midnight uitgevoerd op de BBC-radio.
VS Naipaul schreef in 1973 dat het "de meest subtiele en complete roman van Rhys is, en de meest humane".
De roman en Rhys' eigen strijd zijn het onderwerp van het nummer 'The Glitter' op het debuutalbum Bath Time van de Ierse folkzangeres Maija Sofia, over vrouwen die door de geschiedenis onrecht zijn aangedaan. 